# Wilhelma
Pour l'ancien village de colons allemands, voir Wilhelma (Palestine).
Le Wilhelma (en allemand, Die Wilhelma, ), ou plus précisément le jardin botanique et zoologique Wilhelma, faisait partie à l'origine d'un ensemble royal associé au parc de Rosenstein qui entoure un château à Stuttgart, Allemagne. Ce jardin-zoo de 30 hectares est situé à Bad Cannstatt, un quartier historique et résidentiel de la capitale du land du Bade-Wurtemberg, au sud-ouest du pays. C'est un ensemble original qui comprend à la fois d'importantes collections botaniques et zoologiques, ainsi que des éléments d'architecture du XIXe siècle, classés monuments historiques, disséminés au sein d'un parc d'agrément. Inauguré en 1953, le Wilhelma est fréquenté annuellement par plus de deux millions et demi de visiteurs.

## La résidence royale d'été

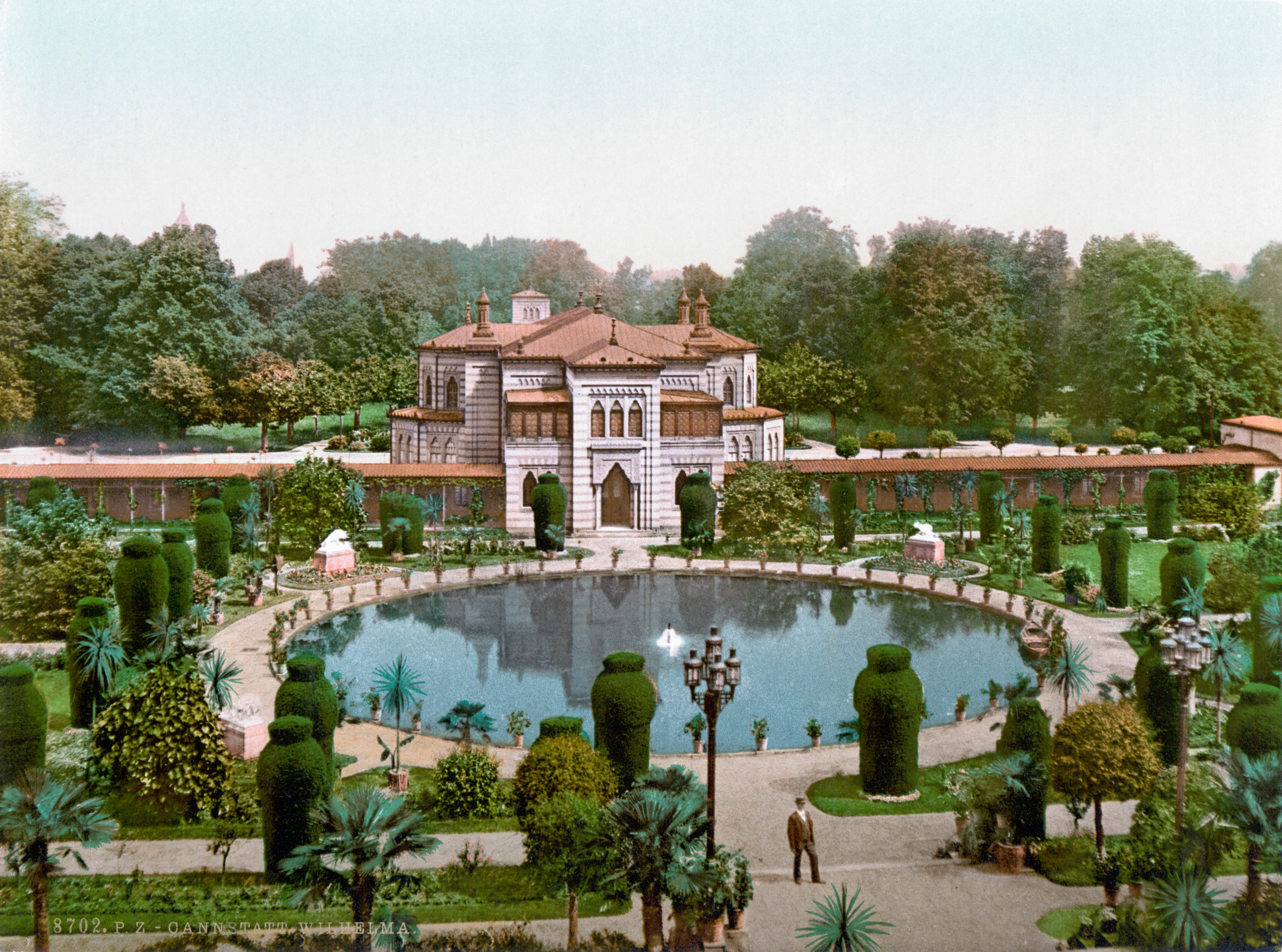
La Wilhelma en 1900.

En 1829, des sources d'eau minérale sont découvertes sur l'actuel site du Wilhelma. À l'époque ce terrain faisait partie du parc de Rosenstein, entourant le château du même nom. Le roi Wilhelm I de Wurtemberg (Guillaume Ier de Wurtemberg), décide alors de faire construire dans une annexe du parc une « maison de bain » (Badhaus en allemand).
En 1837, l'architecte Ludwig von Zanth est chargé de concevoir l'ensemble. Le bâtiment sera construit dans le style mauresque en vogue à l'époque, inspiré des palais de Fès au Maroc, et de l'Alhambra en Espagne. Ces bains sont complétés par une orangerie. Mais, à une époque marquée par l'Année sans été, suivie de la grande famine de 1816-1817, le roi hésita à demander le coût élevé de l'ambitieux projet. Il fallut donc attendre plusieurs années pour voir la réalisation complète de l'ensemble.

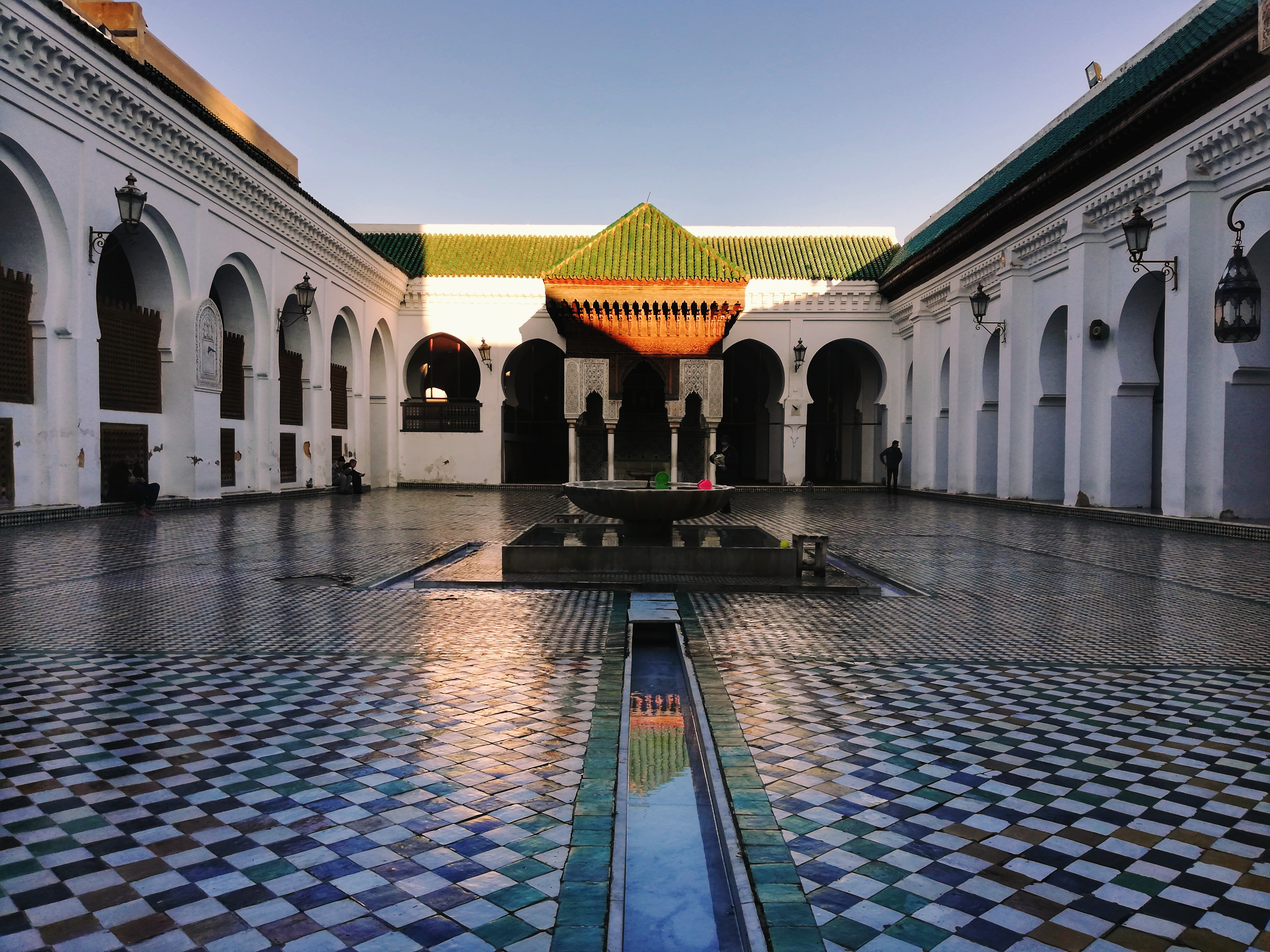
Architecture de Fès « University karaouiyine ».

En 1842, commence la construction du premier bâtiment, sur ordre du roi qui l'appelle Die Wilhelma (la Wilhelma). Celui-ci se laisse convaincre par son architecte d'apporter des améliorations et mène son projet à bien, contre toute attente. La simple « maison de bain » de cette villa mauresque va devenir une vaste résidence avec bâtiment constitué de plusieurs salles, dont une salle en forme de dôme, et deux serres adjacentes, chacune dotée d'un pavillon d'angle. En 1846, lorsque la résidence royale d'été Wilhelma a été inaugurée, à l'occasion du mariage du prince Charles avec la grande-duchesse Olga Nikolaïevna de Russie, fille de l'empereur Nicolas Ier de Russie, elle comportait une salle de banquet, deux bâtiments principaux avec plusieurs salles d'audience, plusieurs belvédères, des serres et de vastes jardins.
Aujourd'hui la Wilhelma est la propriété du land de Bade-Wurtemberg, successeur juridique des rois de Wurtemberg.

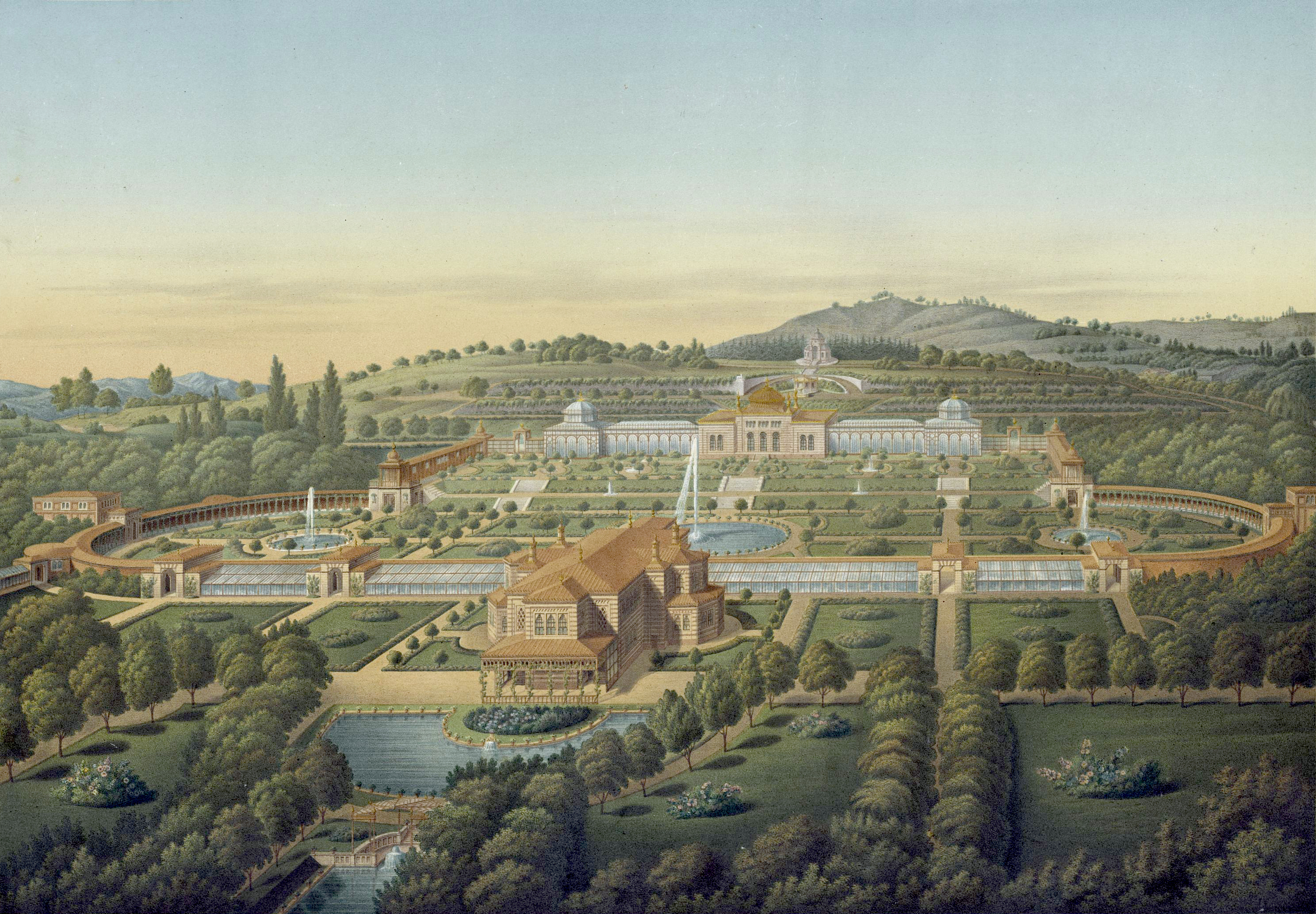
Vue d'ensemble de la résidence royale par Zanth, 1855.
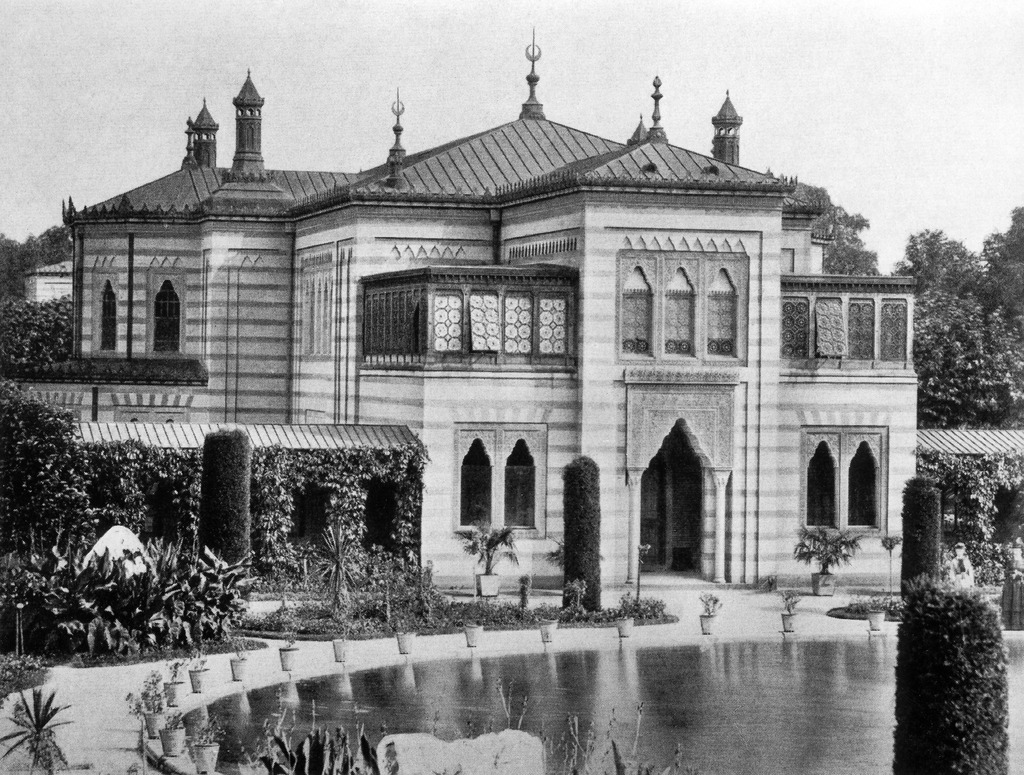
La salle des banquets en 1880 (extérieur).
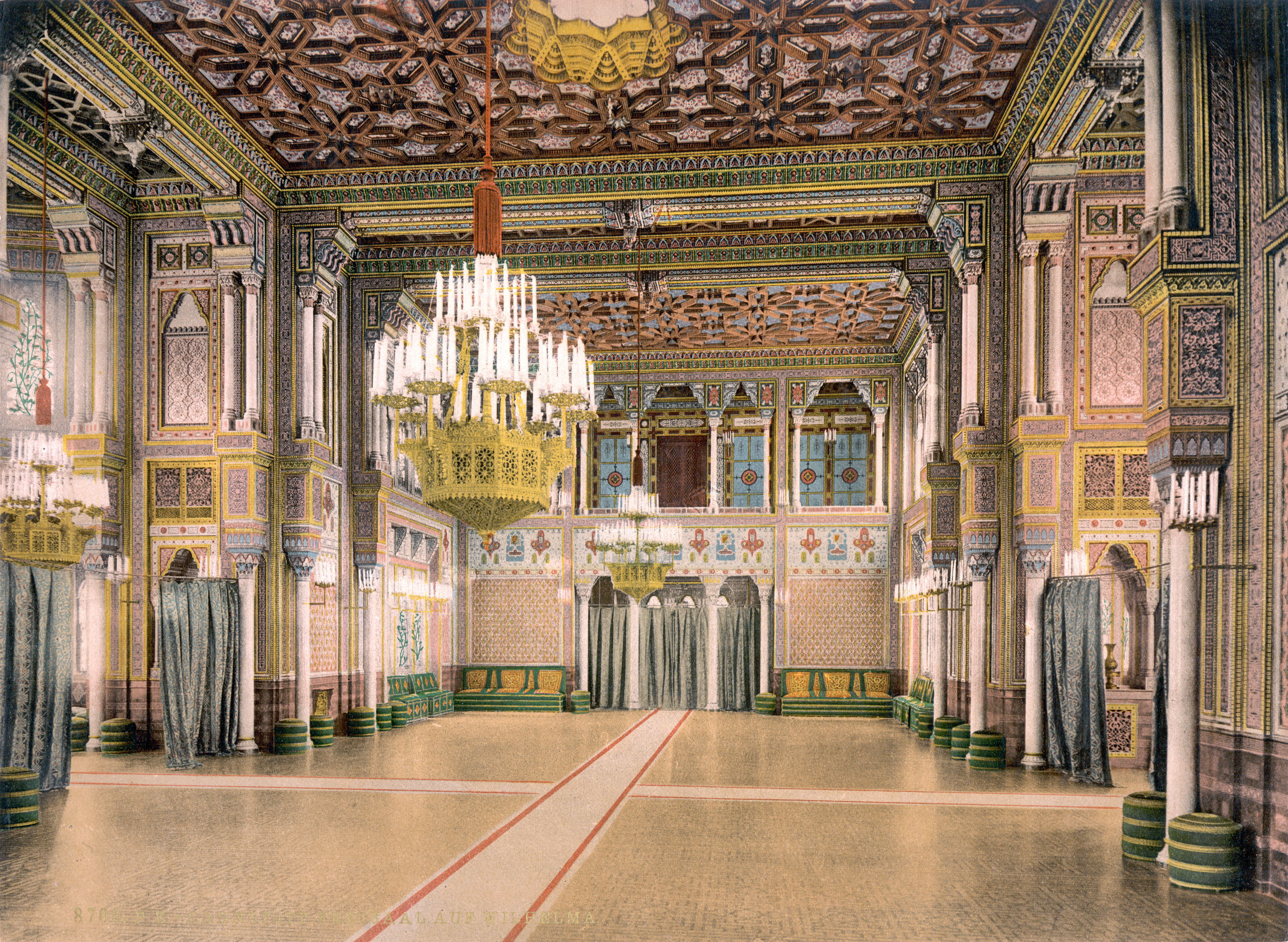
La salle des banquets en 1900 (intérieur).
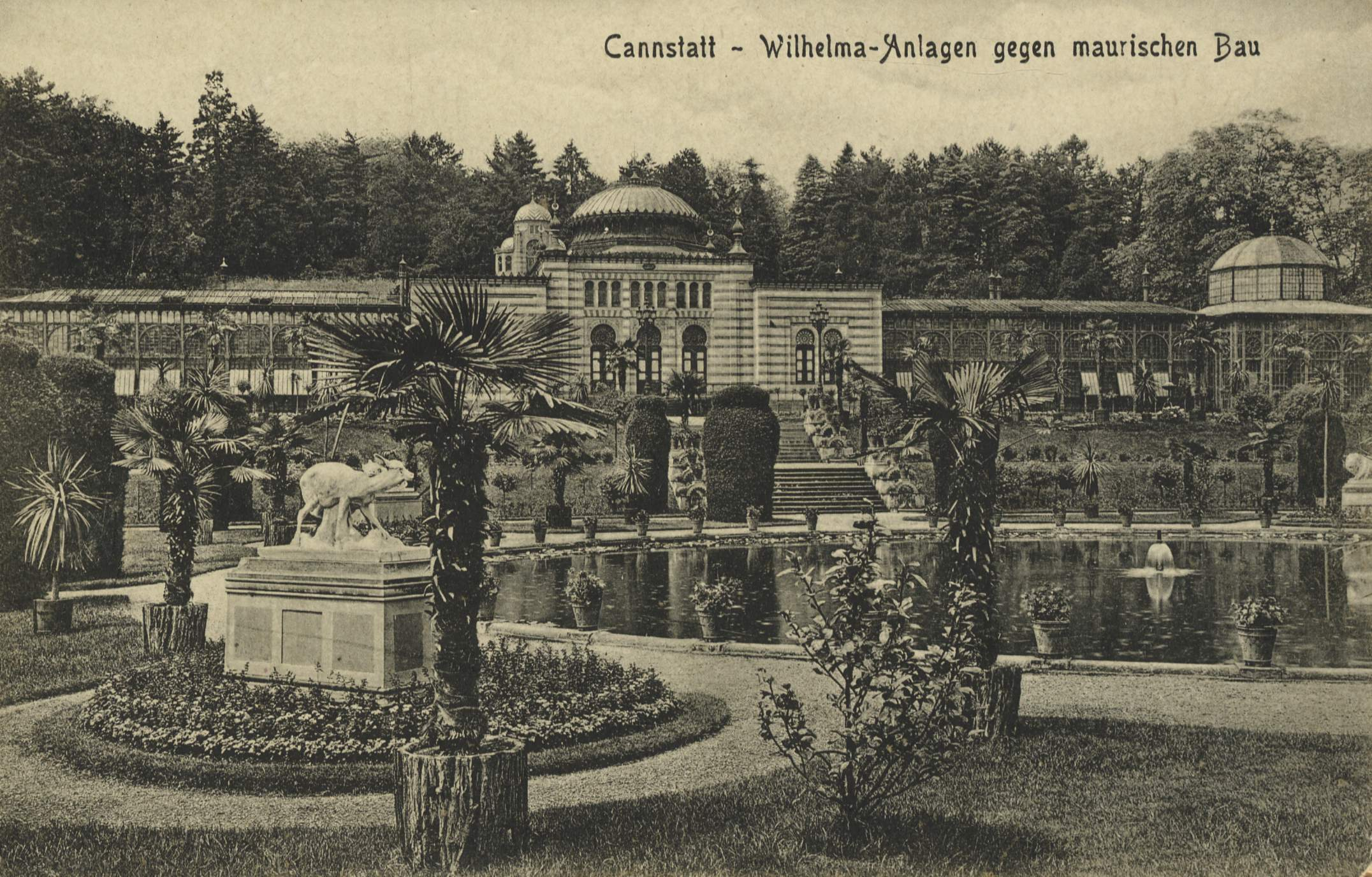
Les serres mauresques et le grand bassin en 1900.

## Le parc zoologique

### Origines

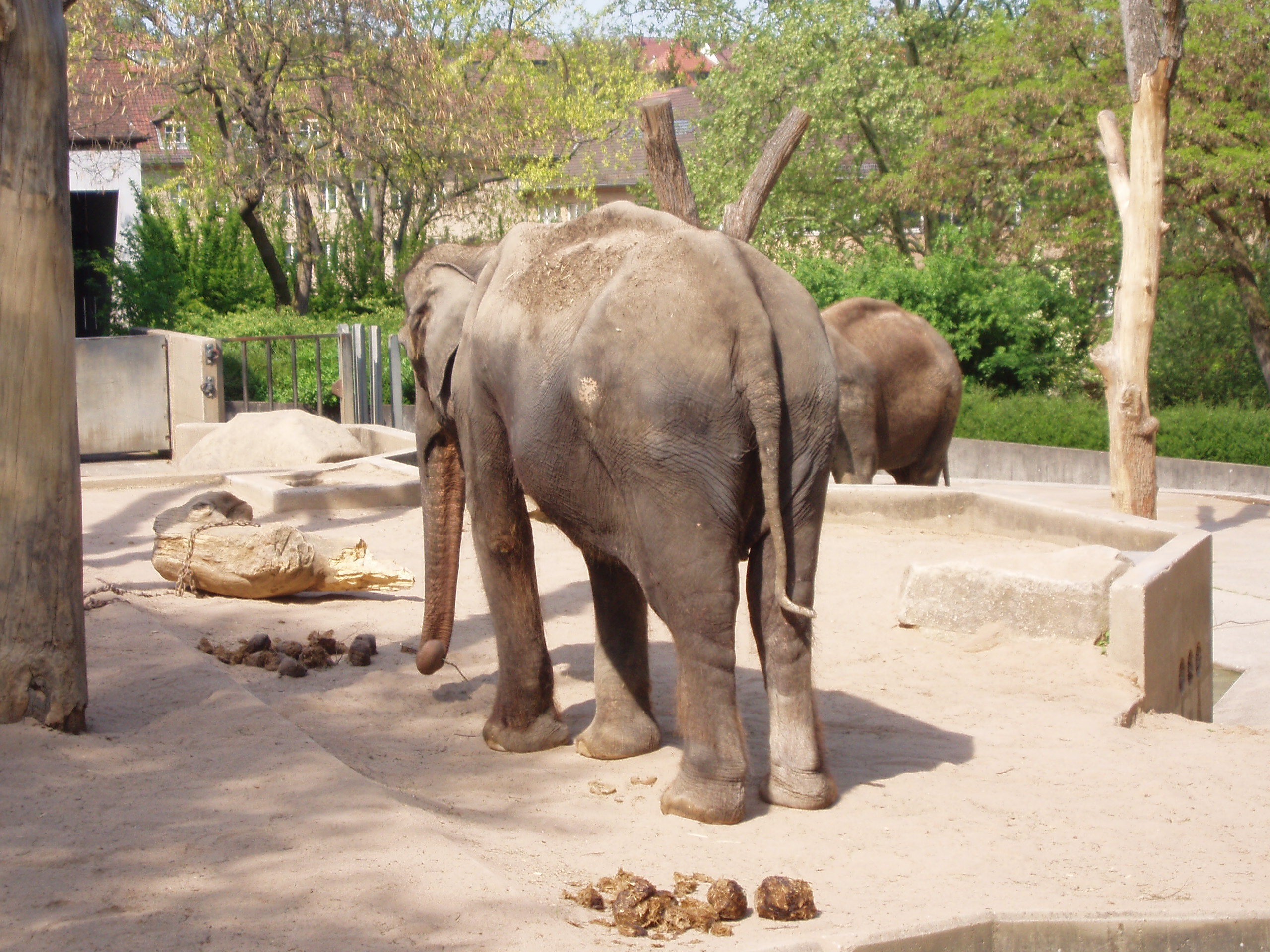
L'enclos des éléphants.

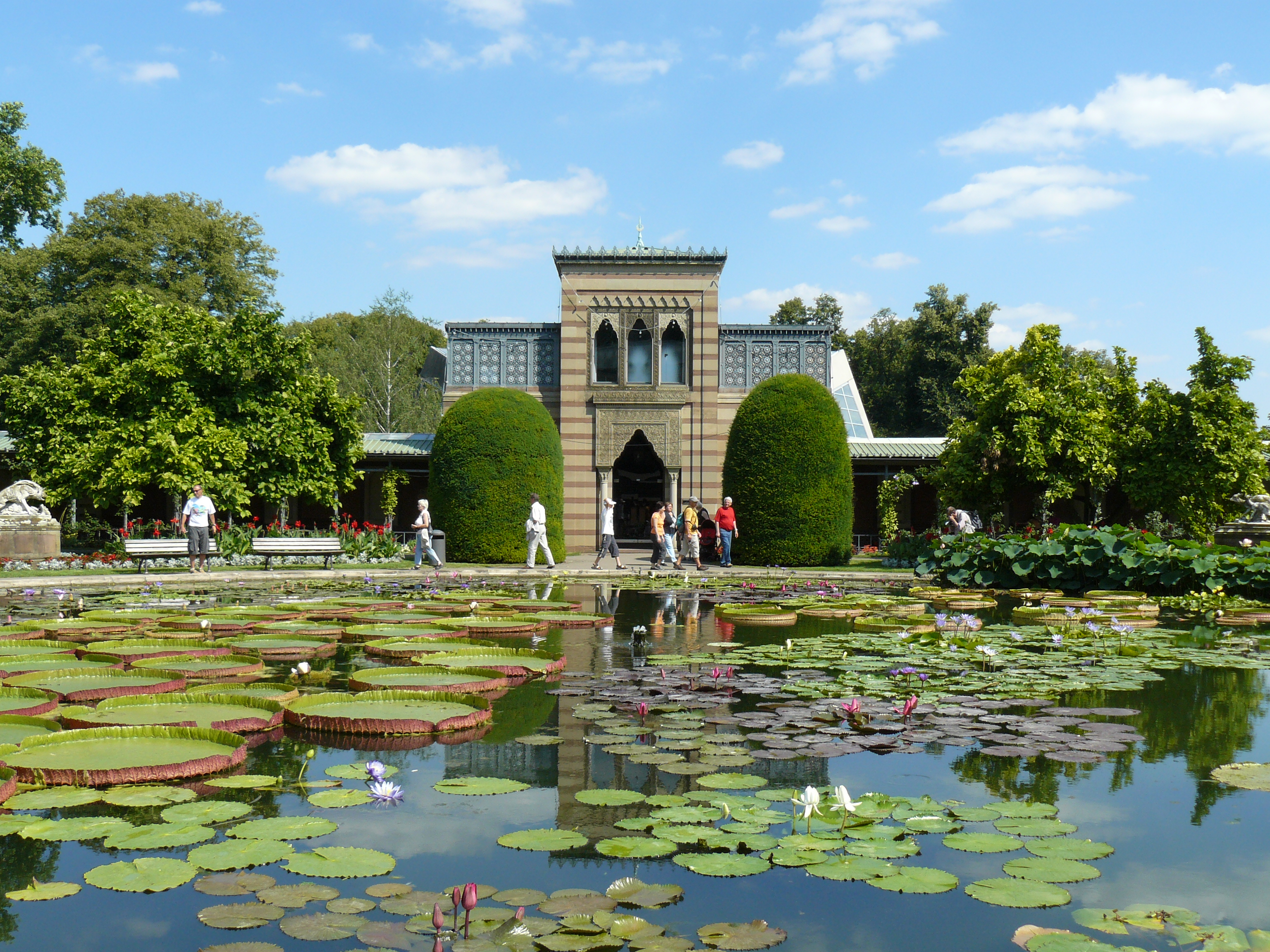
Le jardin mauresque.

L'origine du zoo remonte à 1812, lorsque Frédéric Ier de Wurtemberg, successeur de Guillaume Ier, fait installer une ménagerie dans le parc de la résidence royale d'été. Elle avait pour particularité de proposer des panneaux d'explications sur les animaux visibles dans les enclos et d'être accessible au public. La ménagerie présentait 220 animaux, notamment des éléphants, des singes et des perroquets. En 1816, après la mort du roi Frédéric Ier, la ménagerie doit être fermée pour des raisons financières. En 1840, le zoo devient le zoo Wernersche, annexe d'une auberge dont le propriétaire, Gustav Friedrich Werner (de) utilisa les singes pour distraire ses clients, avant de compléter l'animation par le dressage des lions, des ours, des singes et des perroquets. Après la mort du singe Werner, le zoo a été fermé en 1873.

Deux ans plus tôt, on avait inauguré à Stuttgart le zoo Nill (de) qui a perduré jusqu'en 1906 et rassemblé jusqu'à 500 animaux. En 1907, s'ouvre au nord de la ville le zoo de Doggenburg (de), tentative pour donner aux visiteurs un aperçu du règne animal. Toutefois, les visiteurs déplorant l'absence d'éléphants et de fauves, il fermera ses portes peu avant le début de la Seconde Guerre mondiale.
Le Wilhelma subit de gros dégâts durant cette guerre, endommagé par les bombardements du 19 et du 20 octobre 1944. Certains bâtiments historiques, aménagements et jardins sont épargnés, mais une grande partie des infrastructures est à l'état de ruine.
Son directeur, Albert Schöchle, veut sauver ce patrimoine et a l'idée d'y faire des présentations d'animaux. La réouverture du lieu se fait en 1949, avec une présentation d'aquariums. En 1950, en plus d'une présentation d'oiseaux, est organisée une exposition temporaire : « Les animaux du conte de fées allemand », bientôt suivie de « Serpents, dinosaures et crocodiles », « Animaux des plaines africaines » ou « Animaux de la jungle indienne ». Ces animaux sont restés ensuite au Wilhelma. Le zoo est inauguré en 1953, mais le ministère des finances dont dépend le zoo n'est pas d'accord et ordonne le départ de tous ces pensionnaires.

En 1956, est alors fondée l'Association des amis et sponsors du Wilhelma et, en 1960, l'établissement obtient l'approbation du conseil et du Landtag de Bade-Wurtemberg (1961) pour poursuivre le développement du Wilhelma comme jardin zoologique et botanique.

### Essor du zoo

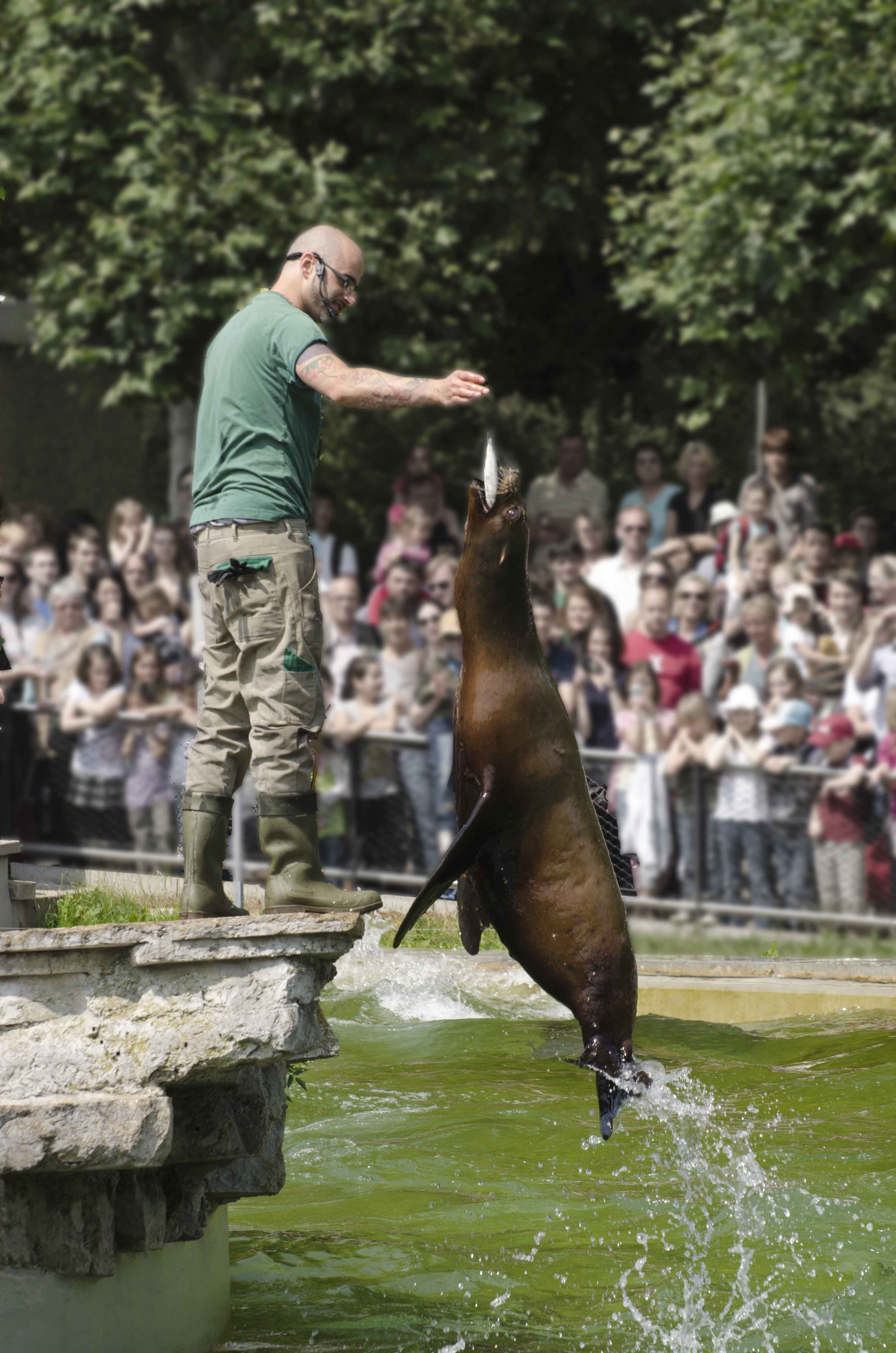
Alimentation des lions de mer.

Dès lors, le zoo se développe et de nouveaux locaux sont construits progressivement.
Le premier bâtiment moderne fut l'aquarium, inauguré en 1967. En 1968, sont construits les bâtiments des fauves, des éléphants, des rhinocéros et des hippopotames. Albert Schöchle prend sa retraite en 1970 et son collègue Wilbert Neugebauer lui succède. Les bâtiments des singes, celui des élevages et ont été achevées l'installation d'Afrique du Sud et l'installation des ongulés africains. En 1989, le biologiste Dieter Jauch, conservateur de l'aquarium, devient le troisième directeur du Wilhelma. En 1991 est inaugurée l'enclos des ours et en 1993 la volière de vol libre pour les oiseaux ainsi que la ferme de démonstration sont ouverts. L'extérieur de l'enclos des éléphants a été redessiné et ouvert en avril 2012.
En mai 2013, une nouvelle maison pour les singes, dont la construction a coûté 22 millions d'euros, est ajoutée. Celle-ci offre de meilleures conditions d'hébergement dans un enclos de 10 000 m2 aux gorilles et aux bonobos, dont Mimi, la plus vieille femelle gorille d'Europe.
En 2014, la direction est confiée à Thomas Kolpin. Il est prévu de construire un nouvel enclos pour les éléphants, plus près de la ferme, et les rhinocéros devraient s'installer à leur emplacement actuel.
Présentant un ensemble important à la fois d'animaux et de plantes, le Wilhelma est considéré par les experts comme un lieu unique. Le zoo Wilhelma est géré par l'établissement public des Palais et jardins de l'état du Baden-Württemberg (de) qui relève directement du ministère des Finances. Le zoo Wilhelma est maintenant le seul zoo d'État en Allemagne. Les autres parcs zoologiques et jardins botaniques de ce pays appartiennent à des institutions municipales ou privées.
Le zoo est suivi depuis 2006 dans une série télévisée allemande : Eisbär, Affe & Co. (Ours polaire, singe et compagnie).

## Le jardin botanique

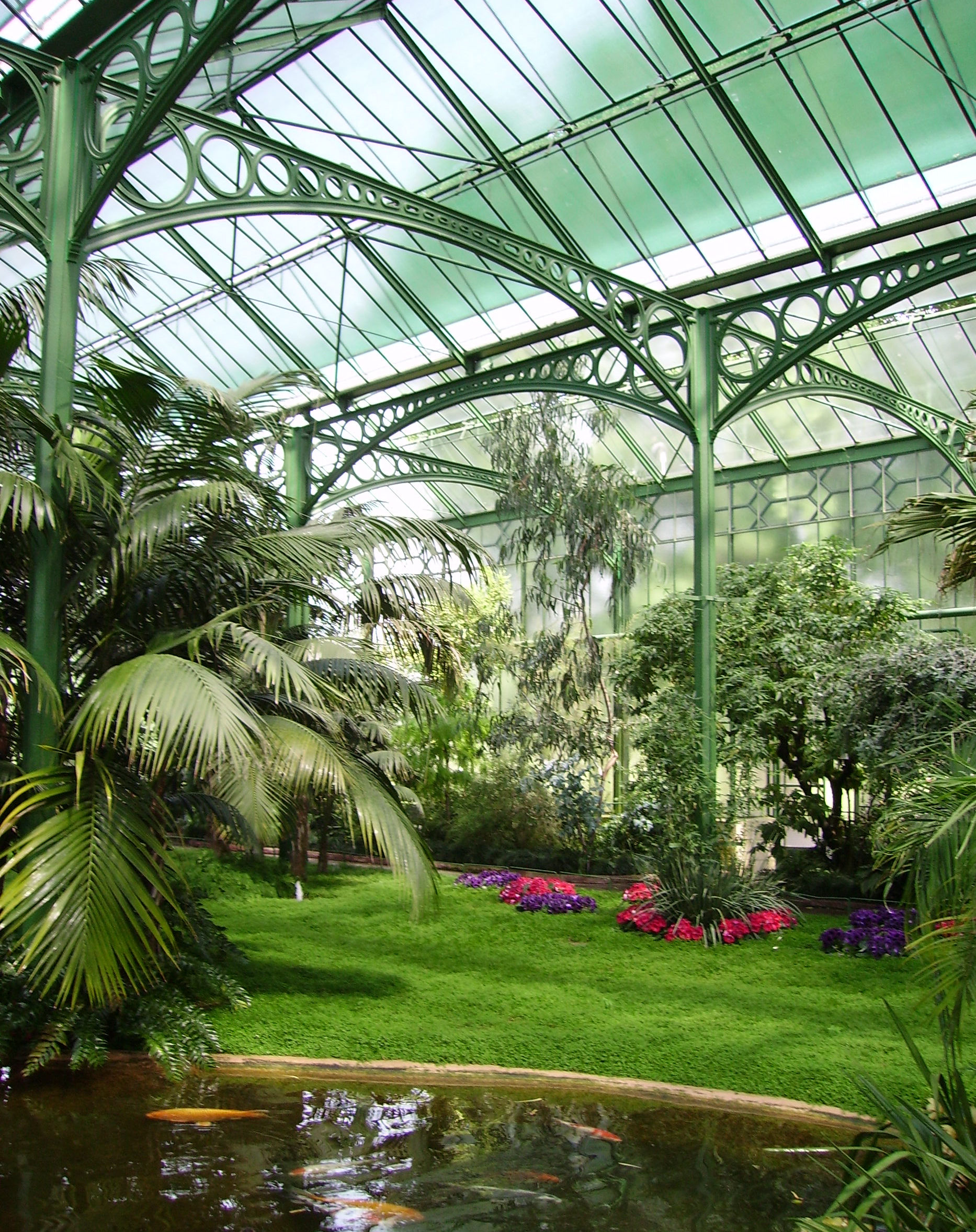
Plantes dans les serres.

Tout comme le zoo, en 1918-1919, à la destitution de la dynastie des Wurtemberg, propriétaire de la résidence d'été du Wilhelma, les collections de plantes sont allées à l'État du même nom. Un petit jardin botanique est alors constitué, avec des orchidées et une collection de cactus ainsi que des azalées et rhododendrons et surtout des Magnolias dont la floraison constitue la principale attraction pour le public.
Pendant la Seconde Guerre mondiale, dans la nuit du 19 au 20 octobre 1944, le Wilhelma est fortement endommagé. Les plantes, qui n'avaient pas été mises à l'abri ailleurs, ont été détruites. Par la suite, les collections dans les serres ont été reconstituées et enrichies.
Les 20 et 21 octobre 2005, la « fleur » la plus grande au monde, un Arum titan (Amorphophallus titanum) d'une taille de 2,94 m, a fleuri au Wilhelma.